# Edmond Pottier
Edmond François Paul Pottier (Konz, 13 de agosto de 1855 — Paris, 4 de julho de 1934) foi um historiador da arte e arqueólogo francês que estabeleceu o Corpus Vasorum Antiquorum, e um erudito pioneiro nos estudos da cerâmica grega antiga. 
Estudou no Liceu Condornet e prosseguiu seus estudos na Escola Normal Superior (École Normale Supérieure), e na Escola Francesa de Atenas (École Française d'Athènes), sua tese era sobre a cronologia dos arcontes atenienses. 
Foi durante seu emprego de curador do Louvre que ele organizou a primeira reunião da União Acadêmica Nacional (Union Nationale Academique) com o objetivo de estabelecer um corpus completo dos vasos gregos pertencentes às coleções nacionais de todos os países, em 1919. Ele produziu o primeiro fascículo do Museu do Louvre em  1922. 

## Carreira
Filho de um engenheiro civil, admitido na École Normale Supérieure em 1874, Associate of Arts em 1877, um estudante da École Française d'Athènes (1877-1880), professor de língua e literatura grega na Faculdade de cartas de Rennes (1880-1882) e Toulouse (1882-1883), Doutor em Letras em 1883, ele estava ligado ao Departamento de Antiguidades orientais do Louvre em 1884 (pago a partir de 1886), e deu durante uma arqueologia Oriental e antiga cerâmica na Escola do Louvre de 1885 foi Assistente curador (1893/1910) e Conservador (1910-1924), do Departamento de Arqueologia Oriental e cerâmicas antigas museu e professor nas mesmas áreas na Ecole du Louvre (1908-1924). Ele ensinou o outro arqueologia e história da arte na Escola Nacional de Belas Artes 1884-1886 e 1893-1924 (professor catedrático desde 1908). Ele foi eleito membro da Academia das Inscrições e Belas-Letras em 1 de dezembro de 1899. 
Foi por iniciativa da empresa para estabelecer um corpo de vasos antigos, lançado durante a primeira assembléia geral da União Internacional Académico em maio de 1919, e publicou a primeira edição do Louvre em 1922.

## Publicações[1]
- Étude sur les lécythes blancs attiques à représentations funéraires, Paris, Bibliothèque des Écoles françaises d'Athènes et de Rome (fasc. 30), 1883 (thèse de doctorat);
- Quam ob causam Græci in sepulcris figlina sigilla deposuerint, Paris, 1883 (thèse complémentaire);
- La nécropole de Myrina (avec Salomon Reinach), Paris, Bibliothèque des Écoles françaises d'Athènes et de Rome, 2 vol., 1887;
- Les statuettes de terre cuite dans l'Antiquité, Paris, Hachette, 1890;
- Musée du Louvre, catalogue des vases antiques de terre cuite, études sur l'histoire de la peinture et du dessin dans l'Antiquité, Paris, Motteroz, 1896-1906 (3 vol.);
- Vases antiques du Louvre (photogravures de Jules Devillard), Paris, Hachette, 1897-1928 (4 vol.);
- Musée du Louvre, les antiquités assyriennes, Paris, Braun, 1917;
- Corpus Vasorum Antiquorum, France, Louvre, Paris, Champion, 1922-33 (8 fasc.);
- L'art hittite, Paris, Geuthner, 1926-31 (2 vol.);
- Musée national du Louvre, catalogue des vases antiques de terre cuite, III: L'École attique 2 éd. revue et augmentée), Paris, Réunion des musée nationaux, 1928-29 (2 vol.);
- Recueil Edmond Pottier, études d'art de d'archéologie, Paris, De Boccard (Bibliothèque des Écoles françaises d'Athènes et de Rome, fasc. 142), 1937.